# 오아미정
오아미정(大網町)은 지바현 산부군에 일찍이 존재했던 정이다. 현재의 오아미시라사토시 서부에 해당한다.

## 역사
- 1889년 4월 1일 - 정촌제 시행에 의해 야마베군 오마이정 (초대)이 성립하였다.
- 1897년 4월 1일 - 군통합에 의해 야마베군 오마이정이 되었다.
- 1951년 4월 1일 - 오마이정, 미즈호정, 야마베촌이 합병해 새로운 오마이정(2대)이 신설되었다.
- 1954년 12월 1일 - 시라사토정, 마스호촌과 합병해 오마이시라사토정이 신설되어, 동일 오마이정은 폐지되었다.

## 교통

### 철도
- 국철 (→ JR동일본)
  - 소토보선
  - 도가네선

오마이역은 1972년에 이전했기 때문에 현재와 위치가 다르다. 구역과 신역 모두 구 야마베촌에 위치해 있다. 